# Midden- en kleinbedrijf
Met midden- en kleinbedrijf (mkb), in Vlaanderen kleine of middelgrote onderneming of kmo (spelling volgens Van Dale, vaak ook als "KMO" gespeld) genoemd, is de bedrijfssector die in het algemeen uit ondernemingen tot 250 werknemers bestaat. Een praktisch verschil is, dat mkb een aanduiding is voor de sector, niet voor een bedrijf. Men kan dus wel spreken van "een kmo" maar niet van "een mkb"; wel spreekt men van "een mkb-bedrijf".
De Vlaamse regering en de Europese Unie beschouwen bedrijven met minder dan 50 werknemers als klein en leggen de grens voor een kmo op maximaal 250 werknemers. Naast het aantal werknemers zijn er andere criteria inzake omzet en zelfstandigheid. Zij vertegenwoordigen dus zowel eenmansbedrijven ("de slager om de hoek") als redelijk kapitaalsintensieve bedrijven zoals softwareleveranciers.
In Vlaanderen worden de kmo's vertegenwoordigd door hun lobbygroep UNIZO, de Unie van Zelfstandige Ondernemers, dat ontstaan is uit het Nationaal Christelijk Middenstand Verbond (NCMV). Ook Voka, het Vlaams netwerk van ondernemingen en het Onafhankelijk Verbond voor Zelfstandigen (OVZ) zijn belangenverenigingen die heel wat kmo's onder hun leden tellen. 
In Nederland geldt MKB-Nederland als spreekbuis van deze ondernemingen, maar ook VNO-NCW kan als grootste werkgeversorganisatie niet aan deze groep voorbijgaan. Een belangenorganisatie die voor kleinere mkb-ondernemingen opkomt is MKB Belangen.
Een precieze definitie is onder meer van belang bij verlening van overheidssteun aan bedrijfsleven en voor het opleggen van verplichtingen wat betreft boekhouding, aanvragen vergunningen, ondernemingsraad, enzovoort. Voor kleine en micro-ondernemingen zijn deze verplichtingen minder streng. Met het oog op het functioneren van de interne markt binnen de EU wordt gestreefd naar het hanteren van gemeenschappelijke regels. Een Europese definitie van middelgrote en kleine ondernemingen is er daar een van. Er bestaan tal van communautaire en nationale steunmaatregelen specifiek gericht op ontwikkeling van het mkb, bijvoorbeeld wat structuurfondsen en onderzoek betreft. Om te voorkomen dat de Gemeenschap haar acties op de ene categorie van mkb's toespitst en de lidstaten op een andere categorie ervan, wordt er vanaf 1996 een gemeenschappelijke definitie gehanteerd.

## Europa
Met ingang van 1 januari 2005 is de definitie van midden-, klein- en microbedrijf opnieuw vastgelegd door de Europese Commissie, overeenkomstig onderstaande tabel:
| Categorie onderneming | Werknemers | Jaaromzet   | of vaste activa aan het eind van het boekjaar |
| --------------------- | ---------- | ----------- | --------------------------------------------- |
| middelgroot           | < 250      | ≤ € 50 mln. | ≤ € 43 mln.                                   |
| klein                 | < 50       | ≤ € 10 mln. | ≤ € 10 mln.                                   |
| micro                 | < 10       | ≤ € 2 mln.  | ≤ € 2 mln.                                    |

Bij de toepassing van de bovenstaande criteria wordt rekening gehouden met eventuele partner- en verbonden ondernemingen. Hierdoor kan het zijn dat de gegevens van gelieerde bedrijven opgeteld moeten worden met als mogelijk gevolg dat de onderneming in een andere categorie wordt ingeschaald of van deze definitie wordt uitgesloten.

## Nederland
In Nederland is vanaf 1 januari 2016 de volgende indeling in de wet opgenomen:
| Categorie onderneming | Werknemers | Jaaromzet    | of balanstotaal |
| --------------------- | ---------- | ------------ | --------------- |
| middelgroot           | < 250      | ≤ € 40 mln.  | ≤ € 20 mln.     |
| klein                 | < 50       | ≤ € 12 mln.  | ≤ € 6 mln.      |
| micro                 | < 10       | ≤ € 0,7 mln. | ≤ € 0,35 mln.   |

Bij de toepassing van de bovenstaande criteria wordt rekening gehouden met eventuele partner- en verbonden ondernemingen van het betrokken bedrijf. Hierdoor kan het zijn dat de gegevens van gelieerde bedrijven opgeteld moeten worden, met als mogelijk gevolg dat de onderneming in een andere categorie wordt ingeschaald, of van deze definitie wordt uitgesloten.
In Nederland valt slechts drie promille van de ondernemingen hier buiten. Het midden- en kleinbedrijf was in 2006 goed voor 58% van de Nederlandse bedrijfsomzet en had ook 58% van het niet-overheidspersoneel in dienst.
In Nederland wordt een groot deel van het mkb vertegenwoordigd door de belangenvereniging MKB-Nederland.